# 旅に恋して
『旅に恋して』（たびにこいして）は、LaLa TVで不定期放送されていた旅番組である。パワーテレビジョンの配給により、TwellVや地上波放送局などで放送されることもあった。

## タイトル
1. 「旅に恋して 角田光代」（台湾）
2. 「旅に恋して 水野美紀」（マレーシア）
3. 「旅に恋して 山本太郎」（インドネシア）
4. 「旅に恋して 谷村志穂」（カナダ）
5. 「旅に恋して 益戸育江 ニュージーランド LOVE EARTH紀行」
6. 「旅に恋して 長谷川理恵のベトナム縦断美味旅」
7. 「旅に恋して とよた真帆のベルギー〜小さな村めぐり〜」
8. 「旅に恋して 田中律子 モルディブ 至福の海を巡る旅」
9. 「旅に恋して LiLiCo スウェーデン クリエイティブ王国へ」
10. 「旅に恋して 杏子 スイス杏子が唄う小さな村のメロディー」